# Greatest Hits (The-Notorious-B.I.G.-Album)
Greatest Hits (englisch für „Größte Hits“) ist ein Best-of-Album des US-amerikanischen Rappers The Notorious B.I.G. Es wurde am 6. März 2007, zehn Jahre nach seinem Tod, über das Label Bad Boy Entertainment veröffentlicht.

## Inhalt
Die auf dem Album enthaltenen Lieder sind zum Großteil zuvor veröffentlichte Singles und Tracks aus den vier erschienenen Studioalben Ready to Die (vier Songs), Life After Death (fünf Stücke), Born Again (drei Titel) und Duets: The Final Chapter (ein Lied). Außerdem sind mit One More Chance / Stay with Me (Remix) (vom Album Bad Boy’s Greatest Hits Volume 1) und Get Money (vom Album Conspiracy von Junior M.A.F.I.A.) zwei weitere Tracks auf dem Best-Of enthalten. Die Songs Running Your Mouth und Want That Old Thing Back sind Neuveröffentlichungen. Mit Mo Money Mo Problems fehlt allerdings auch eine der erfolgreichsten Singles des Rappers auf der Kompilation.

## Produktion
An der Produktion des Albums waren viele verschiedene Produzenten beteiligt. Als Executive Producer sind Sean Combs und The Notorious B.I.G. selbst angegeben. Sean Combs ist auch mit neun Produktionen an den meisten Instrumentals beteiligt. Stevie J. wirkte an drei Beats mit und je zwei Produktionen stammen von DJ Premier, Chucky Thompson sowie Nashiem Myrick. Außerdem zeichnen für je ein Instrumental unter anderem Poke, Easy Mo Bee, Jazze Pha, Soopafly und Mario Winans verantwortlich. Einige Produzenten des Albums gehören zum Produzententeam The Hitmen.
Viele Lieder enthalten Samples von Songs anderer Künstler.

## Covergestaltung
Das Albumcover zeigt im unteren Teil das Gesicht von The Notorious B.I.G. Er trägt eine blaue Baskenmütze und blickt den Betrachter an. Im oberen Teil des Bildes steht der rote Schriftzug [Greatest Hits]. Der Hintergrund ist komplett in Weiß gehalten.

## Gastbeiträge
Auf elf der 17 Lieder sind neben The Notorious B.I.G. andere Künstler zu hören. So ist bei Juicy die Girlgroup Total vertreten und in Hypnotize singt Pamela Long, ein Mitglied dieser Gruppe, den Refrain. Weitere Gastsängerinnen sind Faith Evans und Mary J. Blige im Song One More Chance / Stay with Me (Remix). Die Stücke Get Money und Notorious Thugs stellen Kollaborationen mit den Rapgruppen Junior M.A.F.I.A. bzw. Bone Thugs-N-Harmony dar. Tracks, auf denen viele Künstler vertreten sind, sind Nasty Girl (P. Diddy, Nelly, Jagged Edge, Avery Storm) und Running Your Mouth (Snoop Dogg, Nate Dogg, Fabolous, Busta Rhymes). The Notorious B.I.G.s Entdecker Puff Daddy ist außerdem im Titel Notorious B.I.G. neben der Rapperin Lil’ Kim zu hören. Der Sänger R. Kelly hat einen Gastauftritt im Lied Fuck You Tonight, während der Rapper Eminem eine Strophe auf Dead Wrong rappt. Des Weiteren ist der Song Want That Old Thing Back eine Zusammenarbeit mit dem Rapper Ja Rule und dem Sänger Ralph Tresvant.

## Titelliste
| #  | Titel                                  | Gastbeiträge                                     | Produzent                                       | Länge | Album                            |
| -- | -------------------------------------- | ------------------------------------------------ | ----------------------------------------------- | ----- | -------------------------------- |
| 1  | Juicy                                  | Total                                            | Poke und Sean Combs (Co)                        | 5:01  | Ready to Die                     |
| 2  | Big Poppa                              |                                                  | Chucky Thompson und Sean Combs (Co)             | 4:09  | Ready to Die                     |
| 3  | Hypnotize                              | Pamela Long                                      | D-Dot, Amen-Ra und Sean Combs                   | 3:50  | Life After Death                 |
| 4  | One More Chance / Stay with Me (Remix) | Faith Evans und Mary J. Blige                    | Sean Combs und Rashad Smith                     | 4:28  | Bad Boy’s Greatest Hits Volume 1 |
| 5  | Get Money                              | Junior M.A.F.I.A.                                | Ez Elpee und RAZ                                | 4:34  | Conspiracy                       |
| 6  | Warning                                |                                                  | Easy Mo Bee                                     | 3:39  | Ready to Die                     |
| 7  | Dead Wrong                             | Eminem                                           | Chucky Thompson und Mario Winans                | 4:57  | Born Again                       |
| 8  | Who Shot Ya?                           |                                                  | Nashiem Myrick und Sean Combs (Co)              | 5:16  | Born Again                       |
| 9  | Ten Crack Commandments                 |                                                  | DJ Premier                                      | 3:23  | Life After Death                 |
| 10 | Notorious Thugs                        | Bone Thugs-N-Harmony                             | Stevie J und Sean Combs                         | 6:07  | Life After Death                 |
| 11 | Notorious B.I.G.                       | Lil’ Kim und Puff Daddy                          | Prestige                                        | 3:12  | Born Again                       |
| 12 | Nasty Girl                             | P. Diddy, Nelly, Jagged Edge und Avery Storm     | Jazze Pha                                       | 4:46  | Duets: The Final Chapter         |
| 13 | Unbelievable                           |                                                  | DJ Premier                                      | 3:40  | Ready to Die                     |
| 14 | Niggas Bleed                           |                                                  | Nashiem Myrick, 6 July, Stevie J und Sean Combs | 4:51  | Life After Death                 |
| 15 | Running Your Mouth                     | Snoop Dogg, Nate Dogg, Fabolous und Busta Rhymes | Soopafly                                        | 3:33  | zuvor unveröffentlicht           |
| 16 | Want That Old Thing Back               | Ja Rule und Ralph Tresvant                       | Jon Boy, Stevie J und Sean Combs (Co)           | 4:58  | zuvor unveröffentlicht           |
| 17 | Fuck You Tonight                       | R. Kelly                                         | Daron Jones und Sean Combs                      | 5:44  | Life After Death                 |

## Kommerzieller Erfolg
| Professionelle Bewertungen | Professionelle Bewertungen |
| -------------------------- | -------------------------- |
| Kritiken                   |                            |
| Quelle                     | Bewertung                  |
| Rolling Stone              | [ 3 ]                      |
| allmusic                   | [ 4 ]                      |
| RapReviews                 | [ 5 ]                      |

### Chartplatzierungen
Das Best-of-Album stieg auf Anhieb an die Spitze der Billboard 200 und war insgesamt 392 Wochen in den Charts platziert. Zudem erreichte Greatest Hits im Vereinigten Königreich Rang 57 und hielt sich 18 Wochen in den Top 100.
| ChartsChartplatzierungen       | Höchstplatzierung | Wochen |
| ------------------------------ | ----------------- | ------ |
| Vereinigte Staaten (Billboard) | 1 (392 Wo.)       | 392    |
| Vereinigtes Königreich (OCC)   | 57 (18 Wo.)       | 18     |

| ChartsJahrescharts (2017)      | Platzierung |
| ------------------------------ | ----------- |
| Vereinigte Staaten (Billboard) | 169         |

| ChartsJahrescharts (2018)      | Platzierung |
| ------------------------------ | ----------- |
| Vereinigte Staaten (Billboard) | 133         |

| ChartsJahrescharts (2019)      | Platzierung |
| ------------------------------ | ----------- |
| Vereinigte Staaten (Billboard) | 144         |

| ChartsJahrescharts (2020)      | Platzierung |
| ------------------------------ | ----------- |
| Vereinigte Staaten (Billboard) | 118         |

| ChartsJahrescharts (2021)      | Platzierung |
| ------------------------------ | ----------- |
| Vereinigte Staaten (Billboard) | 105         |

| ChartsJahrescharts (2023)      | Platzierung |
| ------------------------------ | ----------- |
| Vereinigte Staaten (Billboard) | 197         |

| ChartsJahrescharts (2024)      | Platzierung |
| ------------------------------ | ----------- |
| Vereinigte Staaten (Billboard) | 149         |

### Auszeichnungen für Musikverkäufe
In den Vereinigten Staaten wurde das Album im Jahr 2018 für über eine Million Verkäufe mit einer Platin-Schallplatte ausgezeichnet. Zudem erhielt Greatest Hits für mehr als 600.000 verkaufte Exemplare im Vereinigten Königreich 2023 Doppel-Platin.
| Land/Region                  | Auszeichnungen für Musikverkäufe (Land/Region, Auszeichnung, Verkäufe) | Verkäufe  |
| ---------------------------- | ---------------------------------------------------------------------- | --------- |
| Australien (ARIA)            | Platin                                                                 | 70.000    |
| Italien (FIMI)               | Gold                                                                   | 25.000    |
| Vereinigte Staaten (RIAA)    | Platin                                                                 | 1.000.000 |
| Vereinigtes Königreich (BPI) | 2× Platin                                                              | 600.000   |
| Insgesamt                    | 1× Gold · 4× Platin ·                                                  | 1.695.000 |